# Valkusz Milán
Valkusz Milán (Budapest, 1996. augusztus 5. –) kétszeres Fonogram-díjas magyar énekes, rapper, a VALMAR duó tagja és az X-Faktor mentora.

## Élete
Valkusz Milán 1996. augusztus 5-én született Budapesten. Anyja: Valéria. Apja: Valkusz Tamás. Két férfi testvére van Valkusz Máté és Valkusz Márk. Többek között teniszezett mielőtt zenei pályára lépett. Szélesebb tömegek közt a VALMAR duó tagjaként vált ismertté. Két művésznevet is használ, 2017-ben Walcus néven kezdett el vlogolni, amely vélhetően a VALMAR beindulása miatt nem volt hosszú életű. Szólódalait Milo néven publikálja.
2023-ban a  Sztárban sztár kilencedig évadjának versenyzője volt. 2024-ben az X-Faktor tizenkettedik évadának egyik mentora.

## Diszkográfia
- Haldokló lombkoronák (2023)
- Vérző Szív (2024)

## Műsorai
| Év    | Műsor          | Szerep    | Csatorna |
| ----- | -------------- | --------- | -------- |
| 2022  | Ázsia Expressz | versenyző | TV2      |
| 2023  | Ütős Ötös      | versenyző | TV2      |
| 2023  | Sztárban sztár | versenyző | TV2      |
| 2024  | Álarcos Énekes | versenyző | RTL      |
| 2024– | X-Faktor       | mentor    | RTL      |